# Aktówka

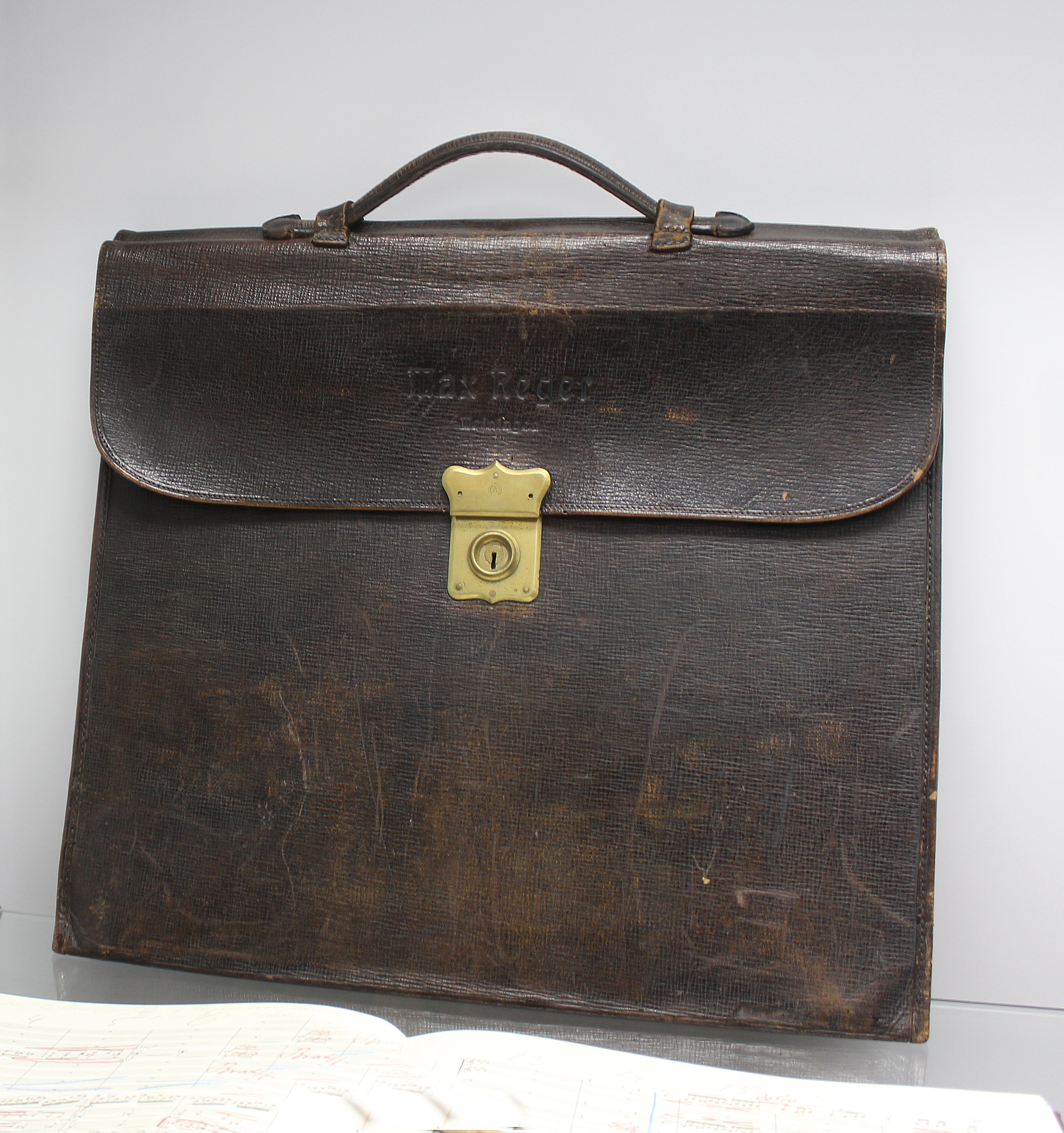
Aktówka

Aktówka – prostokątna, sztywna torba, zwykle ze skóry lub z materiału imitującego skórę. Używana najczęściej przez prawników i biznesmenów do przenoszenia ważnych dokumentów. Często zamykana na zamek szyfrowy lub klucz.